# Pane di Altamura
Il pane di Altamura è un prodotto di panetteria tradizionale di Altamura, nella città metropolitana di Bari.
È ottenuto dall'impiego di semole (molto ricche di glutine) rimacinate di varietà di grano duro coltivato nei territori dei comuni della Murgia.
Nel luglio 2003, a livello europeo, al pane di Altamura è stato riconosciuto il marchio denominazione di origine protetta (DOP).
Il pane viene ancora prodotto negli storici forni a legna.

## Storia
Il pane, come elemento base del regime alimentare delle popolazioni dell’Alta Murgia, prodotto tradizionalmente in grandi pezzature, nella sua forma caratteristica, denominata “u sckuanète”, era impastato prevalentemente dalle donne tra le mura domestiche, e portato a cuocere in forni pubblici. La produzione del pane era dunque un atto corale, sul piano sociale e culturale, nel quale la sfera familiare e privata si incrociava con quella pubblica.
Per evitare che le pagnotte si confondessero, il fornaio procedeva a marchiarle con le iniziali del proprietario o del capofamiglia, impresse su un timbro di ferro. Solo allora procedeva ad infornarle.
La principale caratteristica del pane, preservatasi nel tempo, era la durevolezza, indispensabile per assicurare il sostentamento di contadini e pastori nelle settimane che trascorrevano lontano da casa, al lavoro nei campi o nei pascoli, sulle colline murgiane. Il pranzo di questi lavoratori consisteva infatti essenzialmente in una zuppa di pane insaporita con olio di oliva e sale. Fino alla metà del secolo scorso si poteva udire per le strade di Altamura il grido del fornaio che annunciava, all’alba, l’avvenuta cottura del pane.
Il primo riferimento al luogo di origine del prodotto, se non proprio riconducibile ad Altamura ma sicuramente al territorio murgiano, è rintracciabile nel libro I, V delle “Satire” del poeta latino Orazio, il quale nella primavera del 37 A.c., nel rivisitare il paesaggio della sua infanzia, nota l’esistenza del “pane migliore del mondo, tanto che il viaggiatore diligente se ne porta una provvista per il prosieguo del viaggio”.
La tradizionale attività di panificazione di Altamura trova conferma ne “Gli Statuti Municipali della Città fatti nell’anno 1527”, i cui articoli relativi al dazio del forno sono stati trascritti, a cura di G. De Gemmis, nel Bollettino dell’Archivio-Biblioteca-Museo Civico, nell’anno 1954 (pag. 5-49).
Un altro documento, risalente al 1420, sanzionava l’esenzione del dazio del pane per il clero di Altamura. Si suppone che il forno più antico sia l'Antico Forno Santa Caterina in funzione ancora oggi dal 1391. 
La consuetudine della cottura in forni pubblici traeva fondamento nel divieto posto ai cittadini dì ogni stato o condizione di cuocere nelle proprie abitazioni qualsiasi tipo di pane o focacce, pena il pagamento dì un’ammenda rilevante, pari ad un terzo del costo complessivo della panificazione.
Anche l’attività molitoria doveva essere concentrata tutta in Altamura, considerato che agli inizi del 1600 esistevano ben 26 impianti di trasformazione in piena attività.
Il pane di Altamura viene prodotto ancora oggi seguendo l’antica ricetta tramandata di generazione in generazione da contadini e pastori, sin dal Medioevo. Immutati nel corso dei secoli sono gli ingredienti – sfarinato di grano duro, lievito madre, sale e acqua -, così come il processo di lavorazione, articolato in cinque fasi: impastamento, formatura, lievitazione, modellatura, cottura nel forno a legna.
La qualità del Pane di Altamura D.O.P. è garantita dal Consorzio di Tutela, investito delle funzioni di controllo, promozione e valorizzazione della DOP, nonché di vigilanza contro qualsiasi forma di contraffazione. Monitorando tutte le fasi di produzione, a partire dall’origine della materia prima, il Consorzio garantisce al consumatore la tracciabilità del prodotto. Al suo interno riunisce agricoltori, molitori e panificatori.

## Caratteristiche
Cotto nei tradizionali forni a legno e in pietra, il pane di Altamura si distingue per la sua fragranza, il suo sapore ed il suo aroma. Ha una crosta molto croccante e una mollica soffice di colore giallo paglierino.
Si presenta sotto due forme tradizionali; la prima denominata localmente «U sckuanéte» (pane accavallato), è alta, accavallata, l'altra più bassa, localmente denominata «a cappidde de prévete» (a cappello di prete).
La legna utilizzata per la cottura può essere essenzialmente o di faggio oppure di castagno prevalentemente proveniente dalla zona di Spinoso in provincia di Potenza.

## Zona geografica
L'area geografica delimitata nella quale sono coltivati i grani impiegati per la produzione del Pane di Altamura DOP, coincidente con l'area di lavorazione e produzione del prodotto, comprende i territori dei Comuni di Altamura, Gravina in Puglia, Poggiorsini, (Spinazzola e Minervino Murge nella provincia di Barletta-Andria-Trani).

## Fasi di produzione
«Pane di Altamura» è un prodotto di panetteria ottenuto dal rimacinato di semola di grano duro, ricavato dalla macinazione di grani duri delle varietà «appulo», «arcangelo», «duilio» e «simeto» prodotte nel territorio delimitato dal disciplinare di produzione, da sole o congiuntamente in ragione almeno dell'80%, purché prodotte nel medesimo territorio.
Il prodotto si ottiene secondo l'antico sistema di lavorazione che prevede l'uso di lievito madre o pasta acida — sale marino — acqua.
All'atto dell'immissione al consumo deve presentare le seguenti caratteristiche: la pagnotta dal caratteristico profumo di peso non inferiore a 0,5 kg, la crosta deve possedere uno spessore non inferiore a 3 mm.; la mollica, di colore giallo paglierino, presenta una omogenea alveolazione; l'umidità non deve superare il 33 %.

## Fototeca

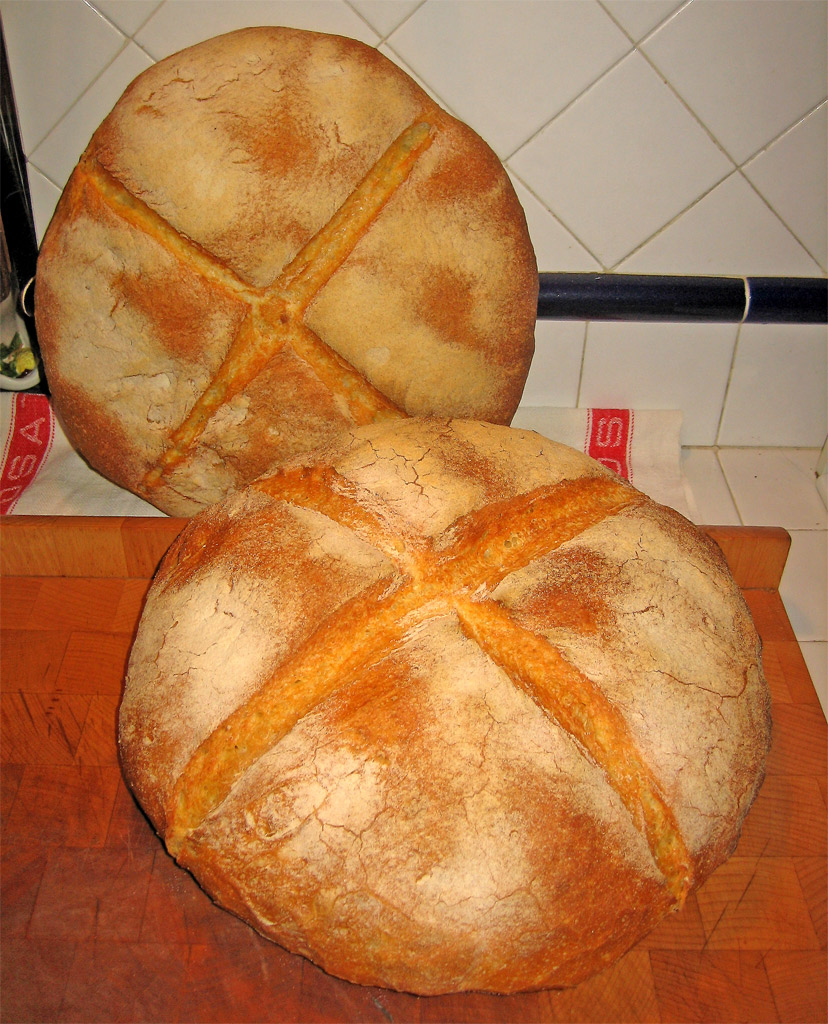
Pane basso detto a cappìdde de prévete.
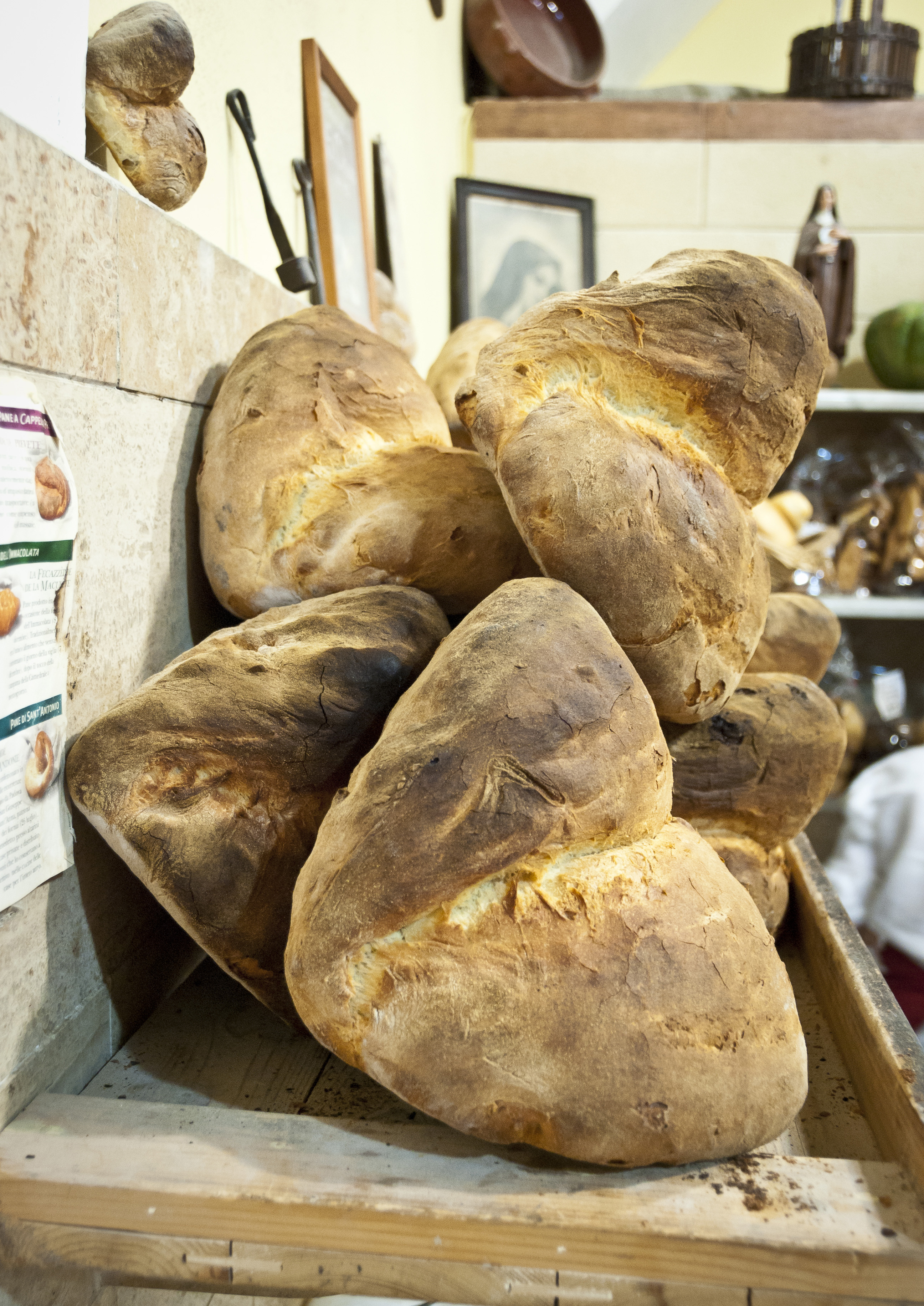
Pane accavallato detto sckuanéte.
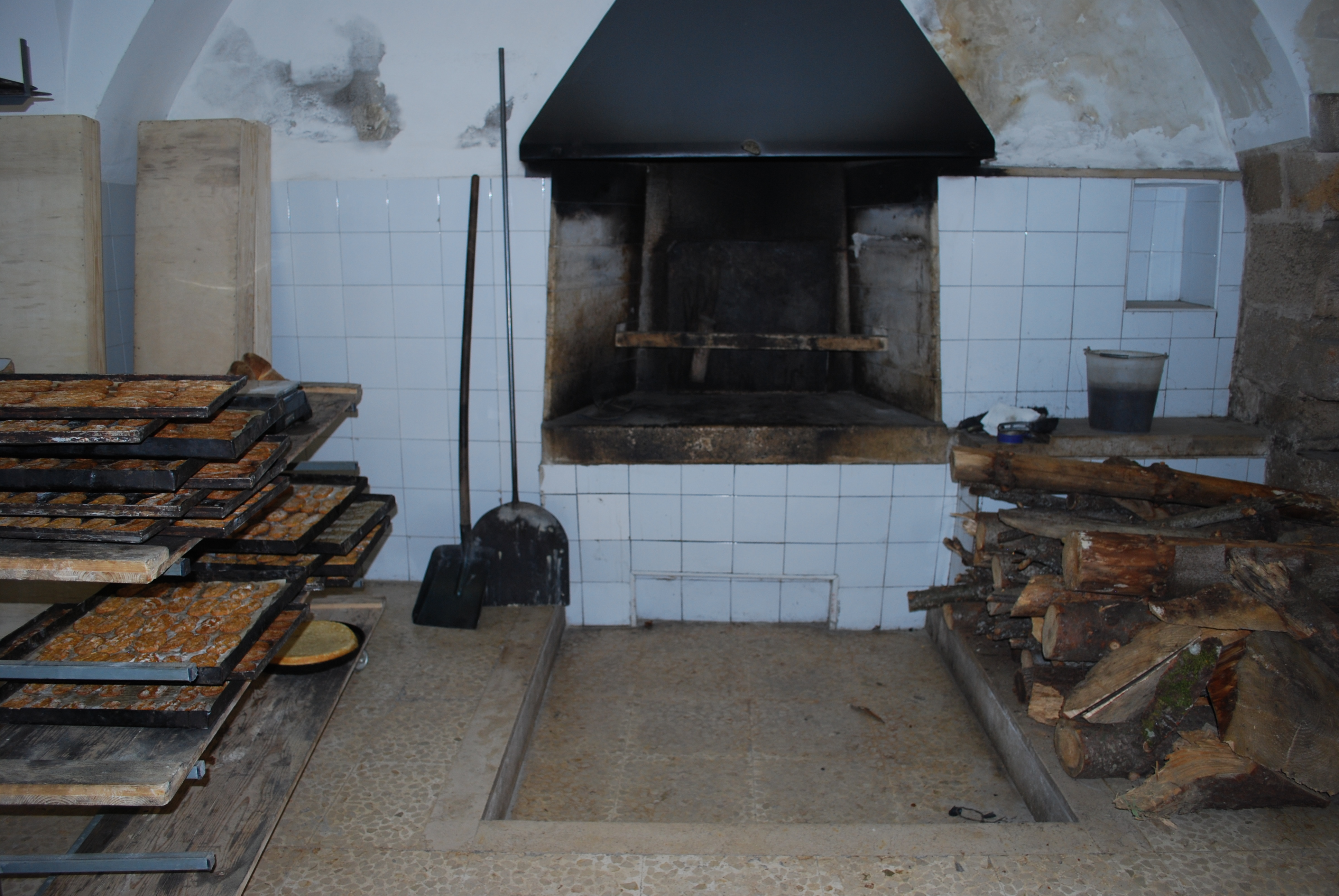
Forno a legno tradizionale in Altamura.
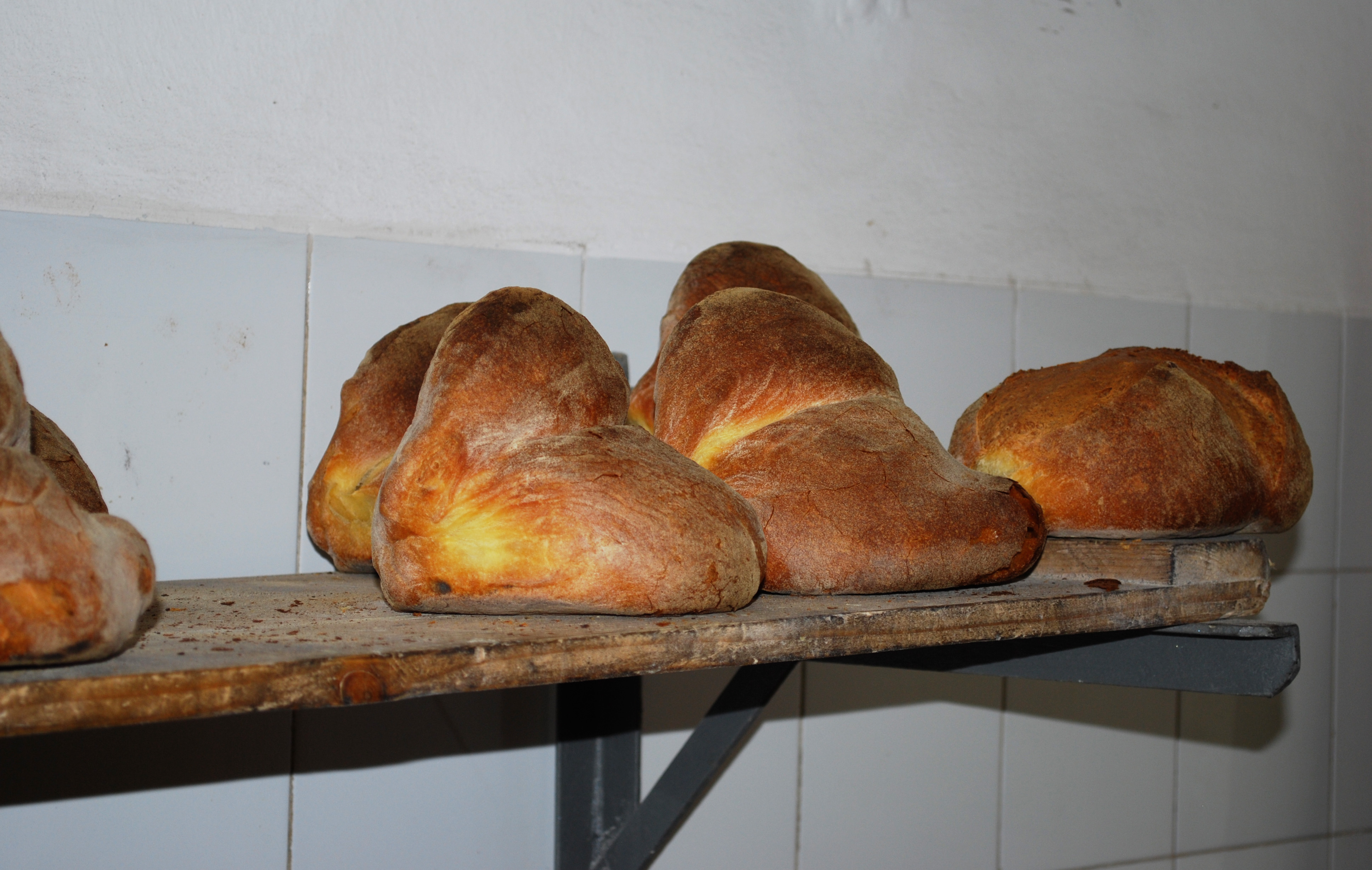
Vendita diretta del pane.